# José María de Álava Urbina
José María de Álava Urbina (Hueto Arriba, 1815-Córdoba, 24 de junio de 1872) fue un jurista español.

## Biografía
Bibliófilo reconocido y reputado romanista, se encargó durante casi toda su carrera profesional de la cátedra de elementos del derecho romano de la Facultad de Derecho de Sevilla. En 1851 y 1855 realizó sendos viajes de estudio entre Francia, Bélgica y Alemania, trabando contacto académico con autoridades como Theodor Mommsen, Friedrich Carl von Savigny, Barthold Georg Niebuhr o Friedrich Blum. Sus lecciones recogieron las inspiraciones de la Escuela Histórica y fueron un raro ejemplo de enseñanza jurídica a la altura de su tiempo, al tanto de las novedades y descubrimientos realizados en el derecho natural y el derecho romano y basadas en las últimas y principales aportaciones de la mejor doctrina jurídica europea.